# Musculus pterygoideus medialis
De musculus pterygoideus medialis is een van de vier kauwspieren. Als functie heeft de musculus pterygoideus medialis, net als de musculus masseter en de musculus temporalis, het sluiten van het kaakgewricht, articulus temporomandibularis. De vierde kauwspier die de kaak opent is de musculus pterygoideus lateralis.
De musuculus pterygoideus medialis bevindt zich aan de mediale zijde van de mandibula, in de fossa infratemporalis. De spier is rechthoekig en multipennaat, wat wil zeggen dat de spiervezels relatief kort zijn, en hecht voor het grootste deel aan via aponeurosen. Het grootste, achterste gedeelte van de spier ontspringt in de fossa pterygoidea, aan de mediale zijde van de lamina lateralis van de processus pterygoides. Een kleiner, meer naar voren gelegen deel hecht aan de processus pyramidalis van het os palatinum en aan het tuber maxillae.
Vanaf de origo loopt de spier schuin omlaag naar achteren en lateraal, en insereert aan de mediale zijde van de angulus mandibulae, aan de tuberositas pterygoidea. Een gedeelte van de spiervezels hecht niet aan het bot vast maar aan een raphe (bindweefselnaad), waar ook een aantal vezels van de oppervlakkige musculus masseter aan vastzitten. De trekrichting van de musculus pterygoideus medialis komt in zijaanzicht globaal overeen met die van de pars superficialis van de musculus masseter (contralaterale laterodeviatie, elevatie en protrusie). In tegenstelling tot de musculus masseter heeft de musculus pterygoideus medialis een mediaal gerichte krachtcomponent.
De musculus pterygoideus medialis wordt geïnnerveerd door de nervus pterygoideus en de nervus mandibularis.